# Gare de Carry-le-Rouet
Gare de Carry-le-Rouet – stacja kolejowa w Carry-le-Rouet, w departamencie Delta Rodanu, w regionie Prowansja-Alpy-Lazurowe Wybrzeże, we Francji.
Jest stacją Société nationale des chemins de fer français (SNCF), obsługiwaną przez pociągi TER Provence-Alpes-Côte d’Azur.

## Położenie
Stacja znajduje się na linii Miramas – L’Estaque, w km 854,752, na wysokości 26 m, pomiędzy stacjami Sausset-les-Pins i La Redonne-Ensuès.

## Linie kolejowe
- Linia Miramas – L’Estaque